# Carl Boglislaus Reichert
Karl Bogislaus Reichert (Rastemburgo, 20 de diciembre de 1811 - Berlín, 21 de diciembre de 1883) fue un anatomista alemán. Reichert se dedicó a investigar las relaciones entre la anatomía y la embriología comparadas, centrándose en el caso de las estructuras cefálicas del cráneo de los vertebrados. 

## Biografía
Alumno de Johannes Peter Müller. Formado en etiología e histología, Reichert fue profesor en las universidades de Tartu (desde 1843), Breslavia (desde 1853) y Berlín (desde 1858), reemplazando a Müller en la cátedra de anatomía.

## Obra
En 1837 Reichert descubrió una homología fundamental: la de los huesecillos del oído medio de los mamíferos y ciertos huesos de la mandíbula de los reptiles. Esta homología fue probada a partir de criterios embriológicos. Reichert fue también un gran defensor de la teoría vertebral del cráneo a partir del criterio embriológico.